# 厝子
厝子，原寫為厝仔，是臺灣嘉義縣溪口鄉的一個傳統地域名稱，位於該鄉最南端。相較於今日行政區，其範圍大致為本厝村南半部。

## 歷史
台灣日治初期，厝子地區為一街庄（舊制街庄），稱為「厝仔庄」，隸屬於打貓南堡。該庄北與本廳庄為鄰，東與番仔庄為鄰，南邊為菁埔庄，西邊為西庄。
1901年（日治明治三十四年）11月11日，全台設置二十廳，該庄隸屬於嘉義廳。1904年（明治三十七年）2月15日，該庄編入「打貓區」，隸屬於嘉義廳。1909年（明治四十二年）10月25日，全台整併二十廳為十二廳，該庄仍隸屬於嘉義廳。1910年（明治四十三年）1月18日，各區管轄區域調整，該庄改隸屬於嘉義廳的「雙溪口區」。
1920年（大正九年）10月1日，全台廢十二廳改設五州二廳，該庄改制並雅化為「厝子」大字，隸屬於臺南州嘉義郡溪口庄（新制街庄）。
戰後溪口庄改制為溪口鄉，隸屬於臺南縣，大字亦改制為村。1950年（民國39年）10月，雲、嘉、南分治，溪口鄉改隸屬於嘉義縣。

## 聚落
本地區發展較早的聚落為厝仔，在日治期初期的官方地圖上已有記載。

## 交通
鄉道嘉77線是下崙至雙援的道路。
鄉道嘉77-1線是厝仔至番仔庄的道路。
鄉道嘉88線是崙尾至頂土庫的道路。